# Idioma protomalayo-polinesio
El protomalayo-polinesio (PMP) es el ancestro reconstruido de las lenguas malayo-polinesias,  la rama más grande (por los hablantes actuales) de la familia de lenguas austronesias. El protomalayo-polinesio es ancestral de todas las lenguas austronesias habladas fuera de Taiwán, así como del idioma yami en la Isla Orquídea de Taiwán. La primera reconstrucción sistemática del protoaustronesio (en alemán:"Uraustronesisch") realizada por Otto Dempwolff se basó en evidencia de lenguas fuera de Taiwán y, por lo tanto, fue en realidad la primera reconstrucción de lo que ahora se conoce como protomalayo-polinesio.

## Fonológia

### Consonantes
Las siguientes consonantes se pueden reconstruir para el protomalayo-polinesio (Blust 2009):
|                                         | Labiales | Alveolares | Palatales | Retroflejas | velares palatalizadas | Velares | Uvulares | Glotales |
| --------------------------------------- | -------- | ---------- | --------- | ----------- | --------------------- | ------- | -------- | -------- |
| Sordas obstruyentes                     | *p       | *t         | *c /c͡ç/   |             |                       | *k      | *q       |          |
| Sonoras obstruyentes                    | *b       | *d         | *z /ɟ͡ʝ/   | *D /ɖ/      | *j /ɡʲ/               | *g      |          |          |
| Nasales                                 | *m       | *n         | *ñ /ɲ/    |             |                       | *ŋ      |          |          |
| Fricativas                              |          | *s         |           |             |                       |         |          | *h       |
| Laterales                               |          | *l         |           |             |                       |         |          |          |
| Vibrantes simples o Vibrantes múltiples |          | *r         |           |             |                       |         | *R /ʀ/   |          |
| Aproximantes                            | *w       |            | *y /j/    |             |                       |         |          |          |

El valor fonético de los sonidos reconstruidos, *p, *b, *w, *m, *t, *d, *n, *s, *l, *r, *k, *g, *ŋ, *q, *h era como lo indica la ortografía. los símbolos *ñ, *y, *z, *D, *j, *R son convenciones ortográficas introducidas por primera vez por Dyen (1947). Los valores fonéticos supuestos se dan en la tabla.
Este sistema de consonantes es bastante similar al sistema ancestral del protoaustronesio] (PAN), pero se caracteriza por tres fusiones:
- PAN *t/*C > PMP *t
- PAN *l/*N > PMP *l
- PAN *h/*S > PMP *h

### Vocales
Las vocales protoaustronesias *a, *i, *u, *e (*e representa /ə/) y los diptongos finales *ay, *aw, *uy, *iw permanecieron sin cambios.

## Vista alternativa
En un estudio de 2016, Roger Blench ha planteado dudas de que en realidad existiera un único idioma protomalayo-polinesio unitario. Más bien, la expansión malayo-polinesia a través del Estrecho de Luzón consistió en tripulaciones multiétnicas que se asentaron rápidamente en varios lugares del sudeste asiático marítimo, como lo sugieren tanto la evidencia arqueológica como la lingüística. También hubo una migración malayo-polinesia a Hainan; Blench (2016) señala que tanto los hlai como los austronesios también utilizan el telar de cintura con refuerzos para los pies.

## Otras lecturas
- Blust, Robert (1979). «Proto-Western Malayo-Polynesian vocatives». Bijdragen tot de Taal-, Land- en Volkenkunde 135 (2): 205-251. JSTOR 27863237. Accessed: 27 Dec. 2022.
- Blust, Robert (2017). «The Challenge of Semantic Reconstruction: Proto-Malayo-Polynesian *suku ‘Lineage; Quarter’?». Oceanic Linguistics 56 (1): 247-56. JSTOR 26408531. Accessed 26 Dec. 2022.
- Blust, Robert (2018). «The Challenge of Semantic Reconstruction 2: Proto-Malayo-Polynesian *kamaliR ‘Men’s House’». Oceanic Linguistics 57 (2): 335-358. JSTOR 26779837. Accessed 26 Dec. 2022.
- Blust, Robert (2021). «The Challenge of Semantic Reconstruction 3: Proto-Malayo-Polynesian *guntiŋ ‘scissors’?». Oceanic Linguistics 61 (1). doi:10.1353/ol.2021.0024.
- DYEN, ISIDORE (1953). The Proto-Malayo-Polynesian Laryngeals. Linguistic Society of America. doi:10.2307/j.ctt1x76d60. Accessed 27 Dec. 2022.
- Haudricourt, André-G. (1954). «Origines asiatiques des langues malayo-polynésiennes». Journal de la Société des océanistes (en francés) 10: 180-183. doi:10.3406/jso.1954.1831.
- Reid, Lawrence. "The Reconstruction of a Dual Pronoun to Proto Malayo-Polynesian". In: Discovering History Through Language. Papers in Honour of Malcolm Ross. edited by Bethwyn Evans. Canberra: Pacific Linguistics, 2009. pp. 461–477.